# Шойинка, Воле
Акинва́нде Олуво́ле «Во́ле» Бабату́нде Шойи́нка (англ. Akinwande Oluwole «Wole» Babatunda Soyinka; 13 июля 1934, Абеокута) — нигерийский драматург, писатель, поэт. Стихи пишет на йоруба, прозу и драмы — на английском языке. Лауреат Нобелевской премии по литературе 1986 года «За создание театра огромной культурной перспективы и поэзии». Является самым ранним лауреатом Нобелевской премии среди всех ныне живущих писателей, наиболее возрастным и последним из живущих, получивших премию до 2000 года.

## Биография
Родился в Абеокуте, в Западной Нигерии, в многодетной семье директора начальной школы и владелицы магазина из народности йоруба.
В 1950 году окончил Правительственный колледж в Ибадане. Затем переехал в Лагос, работал клерком, писал радиопьесы и рассказы, которые транслировались по нигерийскому радио. В 1952 году он поступил в Университетский колледж в Ибадане, где изучал английскую литературу, историю, древнегреческий язык. Во время учёбы он активно участвовал в движении за независимость Нигерии.
В 1954 году переехал в Великобританию, где изучал английскую литературу и театральное искусство в университете Лидса. Получив в 1957 году степень бакалавра искусств с отличием, Шойинка остался в Лидсе для работы над диссертацией. В это время он написал две свои первые пьесы, «Жители болот» («The Swamp Dwellers») и «Лев и жемчужина» («The Lion and the Jewel»), посвящённые борьбе старого и нового в современной Африке.
В 1958 году перебрался в Лондон, работал чтецом пьес в театре «Ройал-Корт», осуществил студенческие постановки «Жителей болот», а также своей новой пьесы «Выдумка» («The Invention»), направленной против расизма.
В 1960 году вернулся в Нигерию, где создал любительскую театральную группу «Маски-1960». В 1962 году стал преподавателем английского языка университета в Ифе. Он вёл полемику с теми, кто выступал за исключительность африканских традиций, против европейской культуры.
В декабре 1963 году в знак протеста против распоряжения университетской администрации поддержать правительство Западной Нигерии Шойинка ушёл в отставку. В 1965 году после выборов в Западной Нигерии он анонимно объявил по радио, что результаты выборов сфальсифицированы, за что спустя некоторое время был арестован, обвинён в незаконной радиопередаче и заключён в тюрьму. Через два месяца, после протестов британских и американских писателей, он был освобождён.
В 1965 году Шойинка стал старшим преподавателем Лагосского университета, в этом же году был издан его первый роман «Интерпретаторы» («The Interpreters») о молодых интеллектуалах, которые возвращаются в Нигерию из Европы и США, и пытаются вникнуть в суть происходящего в стране.
В августе 1967 году тайно встретился с лидером ибо Чуквемекой Одумегву Оджукву, безуспешно пытаясь убедить его отказаться от объявления независимости Биафры. Через 11 дней, когда Шойинка вернулся в Лагос, его арестовали по обвинению в сговоре с сепаратистами и на 27 месяцев заключили в крохотную одиночную камеру.
Он был освобождён в результате всеобщей амнистии в октябре 1969 году, последовавшей после победы правительственных войск над сепаратистами Биафры. После этого Шойинка стал директором Драматической школы при Ибаданском университете, где осуществил постановку собственной пьесы «Жатва Конги» («Kongi’s Harvest», 1964), музыкальной комедии, высмеивающей африканский деспотизм, которую он в 1970 году переделал для кино, причём сыграл в этом фильме главную роль.
В 1970 году Шойинка уехал в Европу, где выступал с лекциями, стажировался в Кембриджском университете и написал три значительных пьесы: «Метаморфозы Иеронима» («Jero’s Metamorphosis»), «Вакханки» («The Bacchae») и «Смерть и конюший короля» («Death and the King’s Horseman»). Его тюремные воспоминания «Человек умер» («The Man Died») были опубликованы в 1972 году.

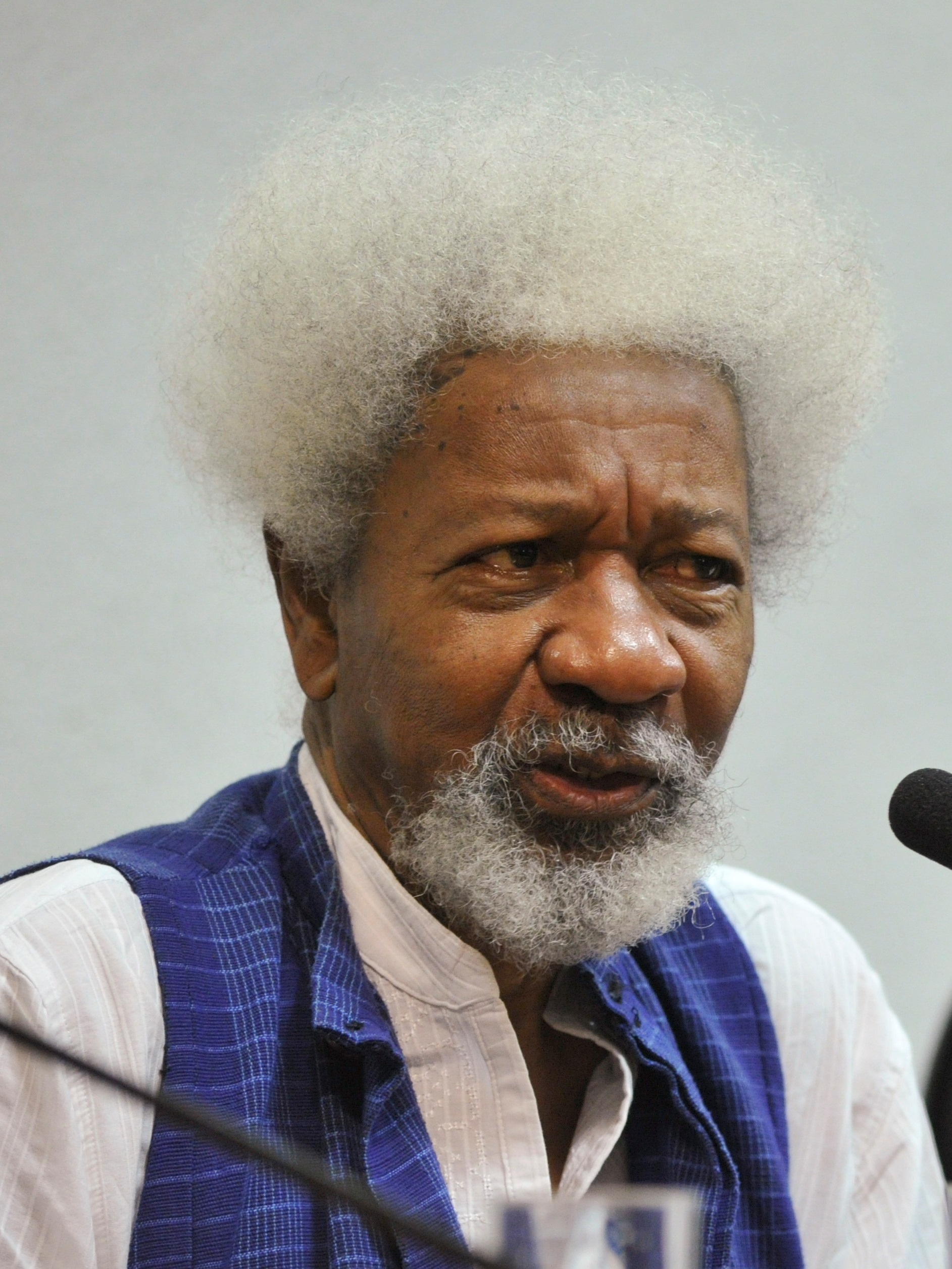
2015 год

В 1975 году Шойинка стал редактором журнала «Новые веяния» («Transition») и переехал в столицу Ганы Аккру.
После свержения президента Якубу Говона в июле 1975 году Шойинка вернулся в Нигерию, через год вновь стал профессором английского языка университета в Ифе.
В 1981 году на Западе была издана автобиография Шойинки «Аке: Годы детства» («Ake: The Years of Childhood»), в настоящее время она относится к лучшим африканским книгам XX столетия (в этот список входит также пьеса Шойинки Смерть и конюший короля).
В 1984 году нигерийский Верховный суд запретил постановку пьесы «Человек умер».
В 1986 году Шойинка первым из писателей Африки получил Нобелевскую премию по литературе «за создание театра огромной культурной перспективы и поэзии». Свою Нобелевскую лекцию Шойинка посвятил Нельсону Манделе.
Во время диктатуры генерала Сани Абачи (1993—1998) Шойинка, бежавший из страны на мотоцикле, был заочно приговорён режимом к смертной казни.
Наряду с драматическими произведениями и прозой Шойинка опубликовал несколько поэтических сборников, из которых наиболее известны «Стихи из тюрьмы» («Poems From Prison», 1969) и дополненное и расширенное издание этого сборника под заглавием «Врата склепа» («А Shuttle in the Crypt», 1972).
В 2024 году награждён кубинской медалью «Айде Сантамария».
Шойинка женат, у него сын и три дочери.

## Библиография

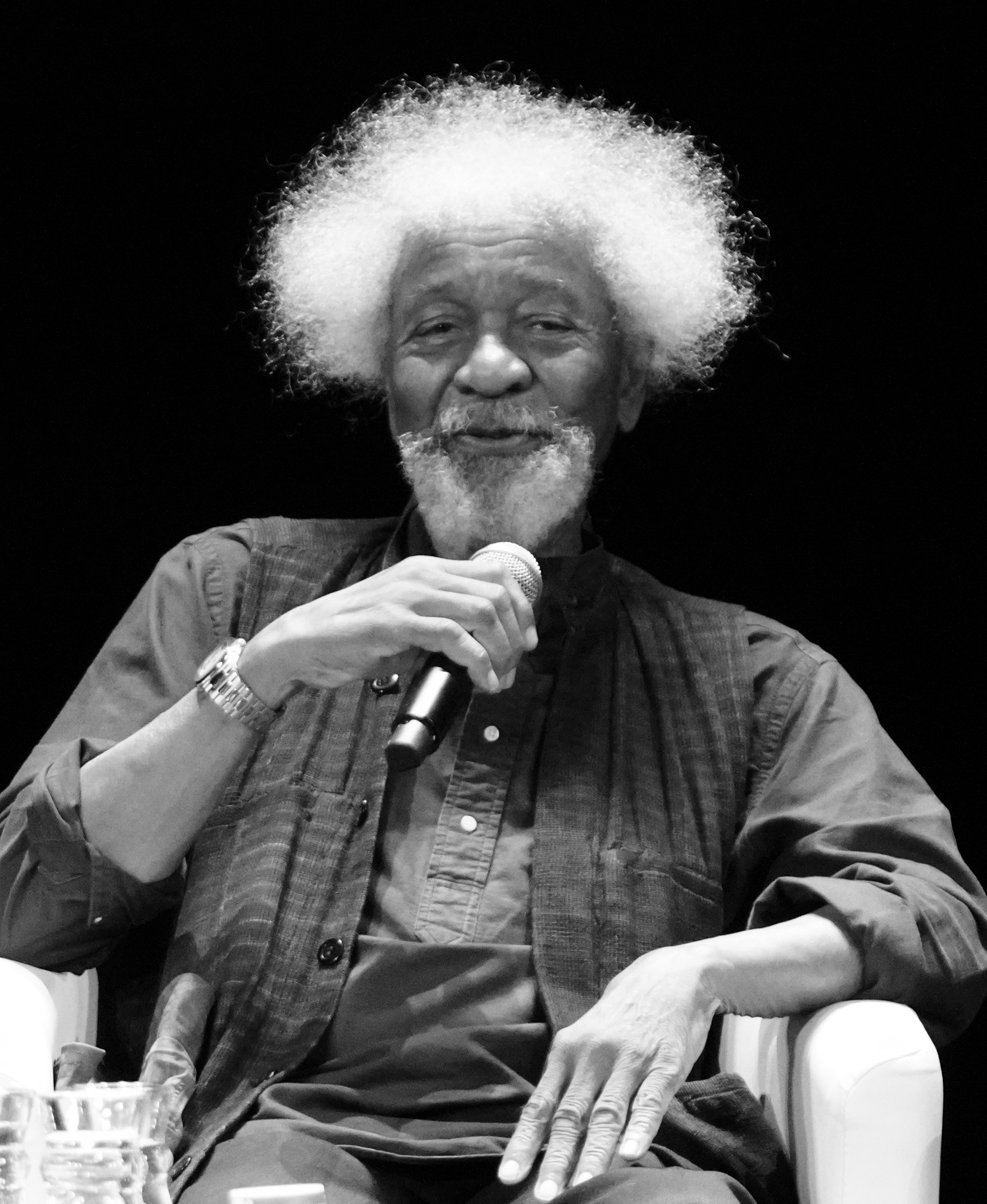
2023 год

### Постановки
- The Swamp Dwellers
- The Lion and the Jewel
- The Trials of Brother Jero
- A Dance of the Forests
- The Strong Breed
- Before the Blackout
- Kongi’s Harvest
- The Road
- The Bachaee of Euripides
- Madmen and Specialists
- Camwood on the Leaves
- Jero’s Metamorphosis
- Death and the King’s Horseman
- Opera Wonyosi
- Requiem for a Futurologist
- A Play of Giants
- A Scourge of Hyacinths (радиопостановка, на её основе написана одноимённая опера Тани Леон)
- From Zia, with Love
- The Beatification of the Area Boy
- King Baabu

### Проза
- Интерпретаторы (The Interpreters)
- Season of Anomy
- Аке: годы детства (Aké: The Years of Childhood)
- Isara: A Voyage around Essay
- Человек умер (The Man Died)
- Ibadan: The Penkelemes Years: a memoir 1946-65
- You Must Set Forth at Dawn

### Поэтические сборники
- A Shuttle in the Crypt (original title Poems from Prison)
- Idanre and other poems
- Mandela’s Earth and other poems
- Ogun Abibiman
- Samarkand and Other Markets I Have Known
- Abiku

### Эссе
- Neo-Tarzanism: The Poetics of Pseudo-Transition
- Art, Dialogue, and Outrage: Essays on Literature and Culture
- Myth, Literature and the African World/ Миф, Литература и Африканский Мир (1976)
- From Drama and the African World View
- The Credo of Being and Nothingness/ Кредо Существования и Ничто (1991)
- The Burden of Memory: The Muse of Forgiveness/ Груз Памяти: Муза Прощения (1998)
- A Climate of Fear (2004)

### Фильмы
- Culture in Transition
- Blues For a Prodigal

## Публикации на русском языке
- Шойинка В. Стихи // Голоса африканских поэтов. — М.:   Художественная литература, 1968.
- Шойинка В. Интерпретаторы: роман / Пер. с англ. А. Сергеева. — М: Прогресс, 1972.
- Шойинка В. Лев и жемчужина: пьеса / Пер. Ф. Мендельсона // Сердце зари. Восточный альманах. Выпуск 1. — М.:   Художественная литература, 1973.
- Шойинка В. Сильный род: пьеса / Пер. Андрея Кистяковского // Избранные произведения писателей Тропической Африки. — М.:  Прогресс, 1979.
- Шойинка В. Танец леса: пьеса / Пер. Андрея Кистяковского // Избранные произведения драматургов Африки. — М.:  Радуга, 1983.
- Шойинка В. Лес Тысячи Духов: сказка // Заколдованные леса / Пер. с англ. А. Кистяковского. — М.: Наука, 1984.
- Шойинка В. Избранное / Сост. А. Словесного; предисл. В. Бейлиса. — М.: Радуга, 1987. — 540 с. (Мастера современной прозы, в составе: Интерпретаторы, Аке, годы детства, Смерть и конюший короля)
- Шойинка В. Смерть и конюший короля: пьеса / Пер. Андрея Кистяковского // Драматурги — лауреаты Нобелевской премии. — М.: Панорама, 1998. — C. 350—419.
- Стихи В. Шойинки в переводе Кирилла Щербицкого